# Julia Lermontowa
Julia Wsiewolodowna Lermontowa (ur. 21 grudnia 1846 / 2 stycznia 1847 w Sankt Petersburgu, zm. 16 grudnia 1919 koło Moskwy) – rosyjska chemiczka, pierwsza kobieta na świecie, która uzyskała dyplom z chemii, pierwsza Rosjanka i trzecia Europejka z doktoratem z chemii.

## Życie prywatne
Przyszła na świat w arystokratycznej rodzinie Elisawjety Andrejewnej z Kossikowskich oraz generała Wsiewołoda Lermontowa. Jej stryjem był Michaił Lermontow. Była wychowywana w tradycji grecko-prawosławnej i rzymskokatolickiej.
Dzięki kuzynce Annie Jewreinowej, pierwszej w Rosji doktorce prawa, poznała Sofiję Kowalewską, która po niepowodzeniu Julii w podjęciu studiów w Moskwie przekonała jej rodziców, że pod jej opieką może bezpiecznie wyjechać na studia za granicę. Julia wyprowadziła się do Heidelbergu z Kowalewską i jej mężem. W 1871 Lermontowa i Kowalewska przeprowadziły się do Berlina.
W 1876 Julia zachorowała na dur brzuszny, co skutkowało ciężkim zapaleniem mózgu. Wyzdrowiała i wróciła do pracy naukowej. W 1877, po śmierci ojca, przeniosła się do Moskwy, by pomóc rodzinie.
Odziedziczyła rodzinną posiadłość Semenkowo. Pod koniec życia osiadła w niej na stałe. Zainteresowała się rolnictwem. Pracowała nad udoskonaleniem produkcji sera, który sprzedawała na rynek moskiewski.
W 1889 poważnie zachorowała na obustronne zapalenie płuc. Wyjechała do Sztokholmu w odwiedziny do Kowalewskiej. W 1891 przyjaciółka zmarła. Julia przysposobiła córkę Zofii, Fufę, która uważała Julię za matkę (mówiła o niej mama Julia) i po jej śmierci przejęła majątek. W grudniu 1919 Julia doznała wylewu krwi do mózgu i zmarła. Pozostała panną.

## Wykształcenie i kariera
Pod opieką zagranicznych guwernantek poznawała języki obce. Korzystała z pomocy prywatnych nauczycieli. Wcześnie wykazała zainteresowanie naukami ścisłymi. Rodzice zapewnili jej dostęp do literatury specjalistycznej i pozwolili na wykonywanie eksperymentów w domu.
Rozważała studia medyczne. Ostatecznie zgłosiła się na Państwowy Uniwersytet Rolniczy w Moskwie, ale mimo poparcia profesorów jej kandydatura została odrzucona. Jesienią 1869 zaczęła studia na Uniwersytecie w Heidelbergu. Dzięki wstawiennictwu Sofii Kowalewskiej została przyjęta do laboratorium chemicznego kierowanego przez Roberta Bunsena. Julia badała związki platyny, rozdzielała jej stopy i precyzyjnie wyznaczała ciężar atomowy. Prawdopodobnie na polecenie Dmitrija Mendelejewa, z którym prowadziła korespondencję, zajęła się udoskonaleniem procesów separacji innych metali z grupy platynowców.
W 1871 Julia rozpoczęła badania w laboratorium Augusta Wilhelma von Hofmanna w Berlinie. Została jego studentką. Współpraca umożliwiła Julii publikację pracy o strukturze i syntezie 4,4′-diaminoazobenzenu. Ponieważ ani Uniwersytet w Berlinie, ani w Heidelbergu nie chciał przyznać tytułu doktorskiego kobiecie, na egzamin wyjechała na Uniwersytet w Getyndze. W dniu 24 października 1874 zaprezentowała tam tezy swojej rozprawy doktorskiej. Pracowała nad analizą związków metylowych. Zdała egzamin doktorski cum laude. Jednym z jej egzaminatorów był Friedrich Wöhler. Praca została wydana drukiem.
Po obronie dysertacji Julia wróciła do Rosji. Osobiście poznała Dmitrija Mendelejewa i innych uczonych z Rosyjskiego Towarzystwa Chemicznego, m.in. Aleksandra Butlerowa. Ten zaprosił ją do swojej grupy badawczej. Julia została asystentką Butlerowa. Prowadziła badania nad syntezą kwasu 2-metylo-2-butenowego.
W 1876 zaczęła współpracę z naukowym czasopismem „Bulletin de la Société Chimique de Paris”. Od 1877 w laboratorium Władimira Markownikowa w Moskwie badała ropę naftową. Opracowała zestaw laboratoryjny do ciągłej destylacji ropy naftowej. Badała węglowodory alifatyczne, czego efektem była m.in. synteza 1,3-dibromopropanu.
Na konferencji Rosyjskiego Towarzystwa Chemicznego w 1878 A.P. Eltekow przedstawił nową metodę syntezy rozgałęzionych węglowodorów nienasyconych. Ponieważ wiele eksperymentów przeprowadziła Julia, reakcja znana jest dziś jako reakcja Butlerowa-Eltekowa-Lermontovej.
W 1881 została przyjęta do Rosyjskiego Stowarzyszenia Technicznego. Była pierwszą kobietą w jego szeregach.

## Upamiętnienie
W 2003 została uhonorowana tablicą pamiątkową w Instytucie Chemicznym (Dom Wöhlera) Uniwersytetu w Getyndze. Na terenie kampusu znajduje się ulica jej imienia.